# Herzogtum Ratibor

Wappen des Herzogtums Ratibor

Das Herzogtum Ratibor (lateinisch Ducatus Ratiboria, tschechisch Ratibořské knížectví, polnisch Księstwo Raciborskie) entstand 1173 durch Teilung des polnischen Herzogtums Schlesien. Es ist nach der gleichnamigen Wallburg benannt, die im Jahre 1108 erstmals erwähnt wurde und die 1155 Mittelpunkt einer Kastellanei war. Sie wurde auch namensgebend für die spätere Stadt Ratibor.

## Geschichte

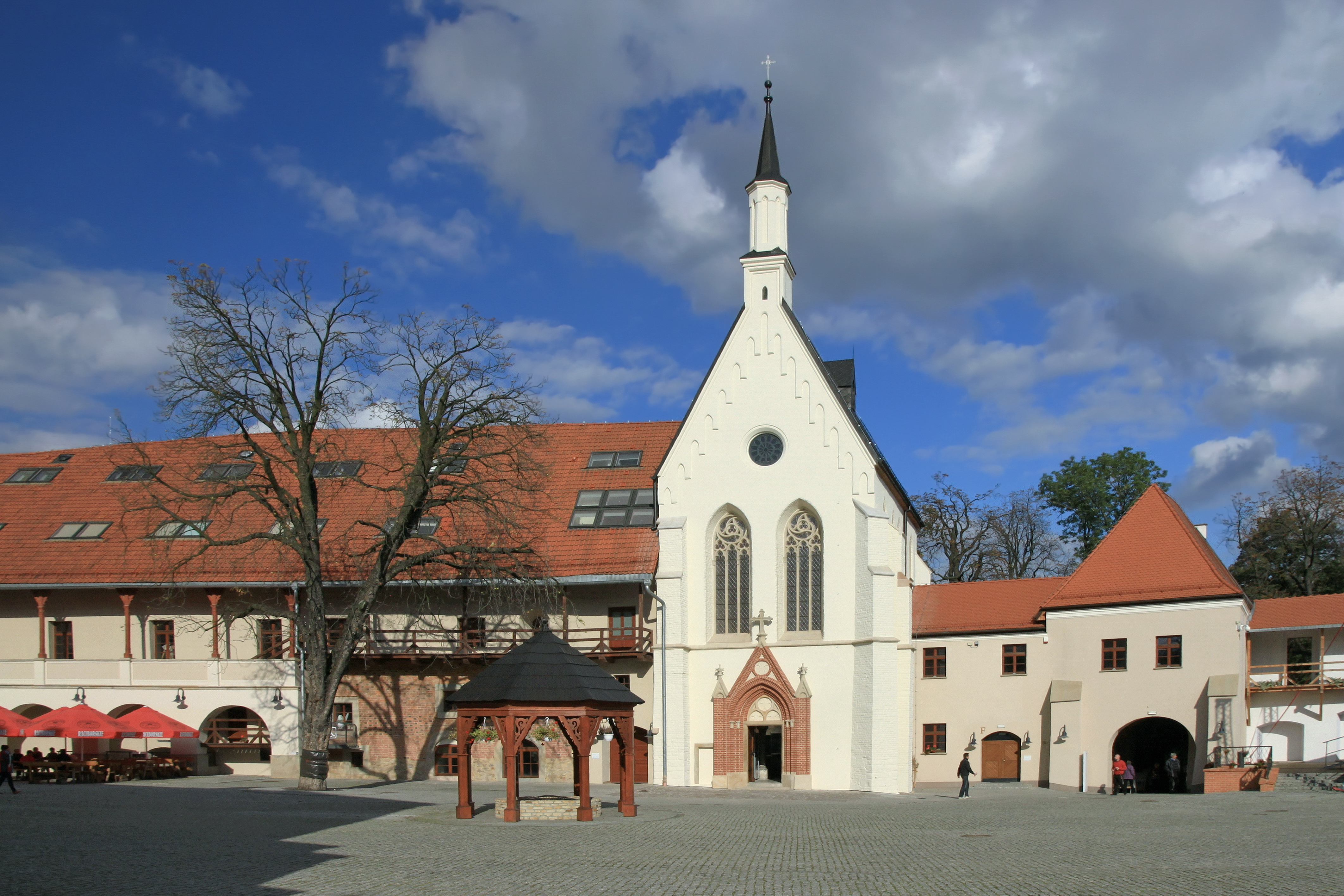
Burg Ratibor

Das Herzogtum Ratibor entstand 1173 durch die erste Teilung des Piastischen Herzogtums Schlesien zwischen den Brüdern Konrad I. und Mieszko I. Der letztgenannte erhielt das kleinere oberschlesische Gebiet Ratibor-Teschen und nahm seinen Sitz in Ratibor.
Im Jahr 1202 erloschen die Befugnisse des polnischen Seniorherzogs und damit die institutionalen weltlichen Verpflichtungen zwischen den polnischen Teilherzogtümern. Danach zerbrach Schlesien in mehrere unabhängige Teilherzogtümer. Der Posten des Seniorherzogs blieb jedoch bestehen, und 1288 bis 1290 hatte der schlesische Herzog Heinrich IV. von Breslau ihn inne.
1246 stiftete Herzog Mieszko II. († 1246) die Ratiborer St.-Jakobi-Kirche mit einem Dominikanerkloster. Nach dem Tod des Herzogs Wladislaus I. wurde das mit dem Oppelner Land verbundene Herzogtum Ratibor unter dessen vier Söhne geteilt. Das Herzogtum Ratibor gehörte nun bis 1290 den Brüdern Mieszko und Przemislaw gemeinsam und anschließend Przemislaw allein. Während eines Streits zwischen dem Breslauer Herzog Heinrich IV. und dem Breslauer Bischof Thomas II. gewährte Herzog Przemislaw 1285 dem Bischof Schutz auf der Ratiborer Burg. Als Dank stiftete der Bischof das dem hl. Thomas von Canterbury geweihte Ratiborer Kollegiatstift. 1299/1306 stiftete Herzog Przemislaw das Jungfrauenstift mit einem Dominikanerinnenkloster, dessen erste Äbtissin seine Tochter Euphemia († 1359) wurde.

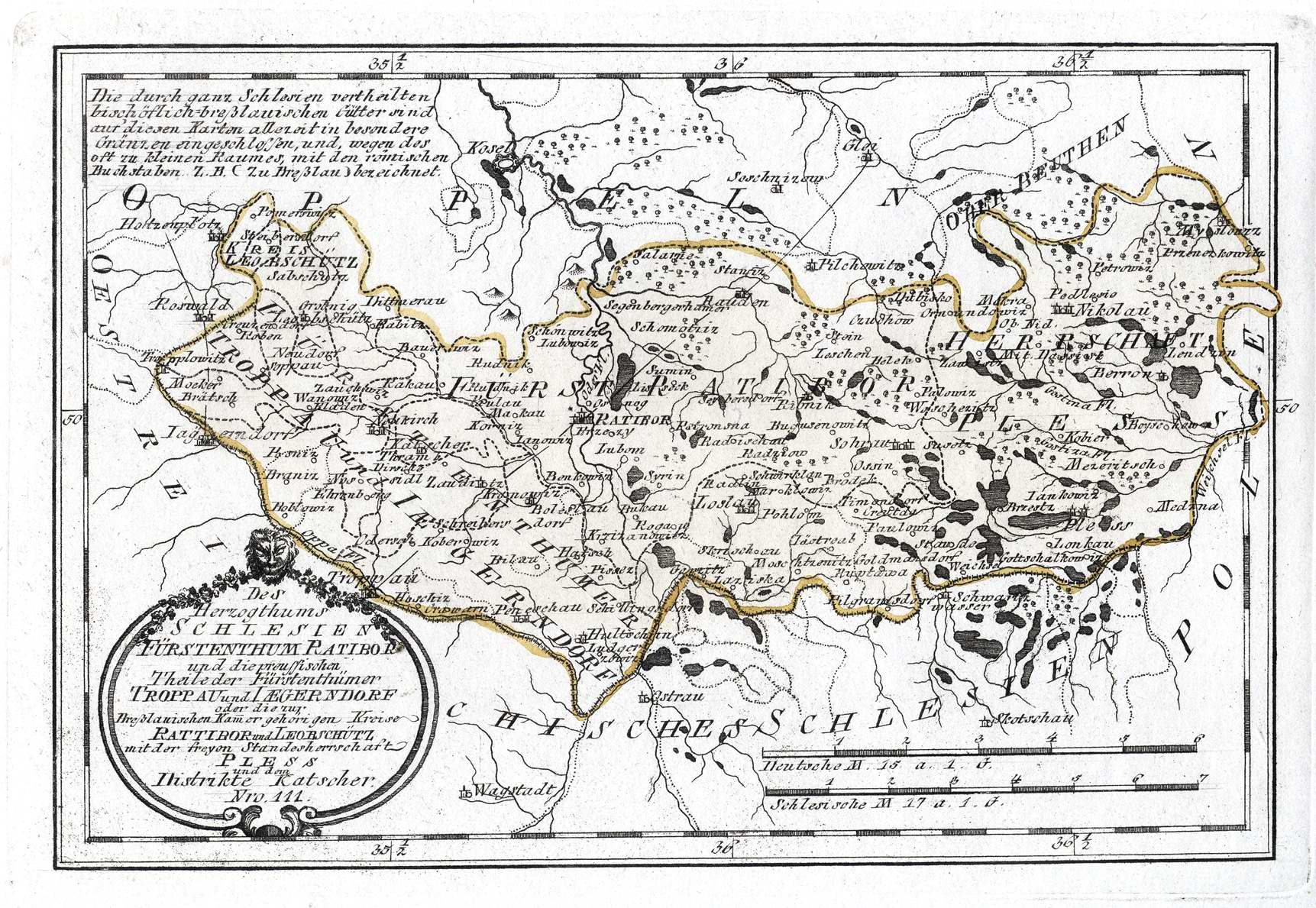
Herzogtum Ratibor um 1790

1327 huldigte Herzog Lestko dem böhmischen König Wenzel III., wodurch das Herzogtum als Lehen der Krone Böhmens unterstellt wurde. Die böhmische Lehenshoheit bedeutete eine definitive Loslösung von Polen, im Vertrag von Trentschin verzichtete 1335 König Kasimir III. von Polen gegenüber dem böhmischen König Johann von Luxemburg, dem Schwiegersohn des Přemysliden Wenzel III., auf die polnischen Ansprüche auf Schlesien. Nach dem Tod des Herzogs Lestko 1336 fiel Ratibor als erledigtes Lehen an Böhmen. Im Folgejahr vergab Johann von Luxemburg dieses Lehen an Nikolaus II. von Troppau, der mit Lestkos Schwester Anna verheiratet war und der přemyslidischen Linie der Herzöge von Troppau entstammte. Dessen ältester Sohn Johann I. erhielt 1365 als Alleinerbe das Herzogtum Ratibor und begründete die přemyslidische Stammlinie Troppau-Ratibor, die 1521 mit Herzog Valentin 1521 erlosch, wodurch das Herzogtum Ratibor wiederum als erledigtes Lehen an Böhmen fiel.
Nachfolgend gelangte es an Herzog Johann II. von Oppeln, der beide Herzogtümer zum Herzogtum Oppeln-Ratibor vereinte. Nach seinem Tod 1532 fiel Oppeln-Ratibor wieder als erledigtes Lehen an Böhmen, von dem es in der Folgezeit häufig verpfändet wurde, u. a. 1532–1551 an die Herzöge von Brandenburg-Ansbach. Als Ersatz für nicht bezahlte Mitgift mehrerer nach Polen verheirateter österreichischer Prinzessinnen war es 1645–1666 an das polnische Königshaus verpfändet. Danach war es böhmisches Kammergut.

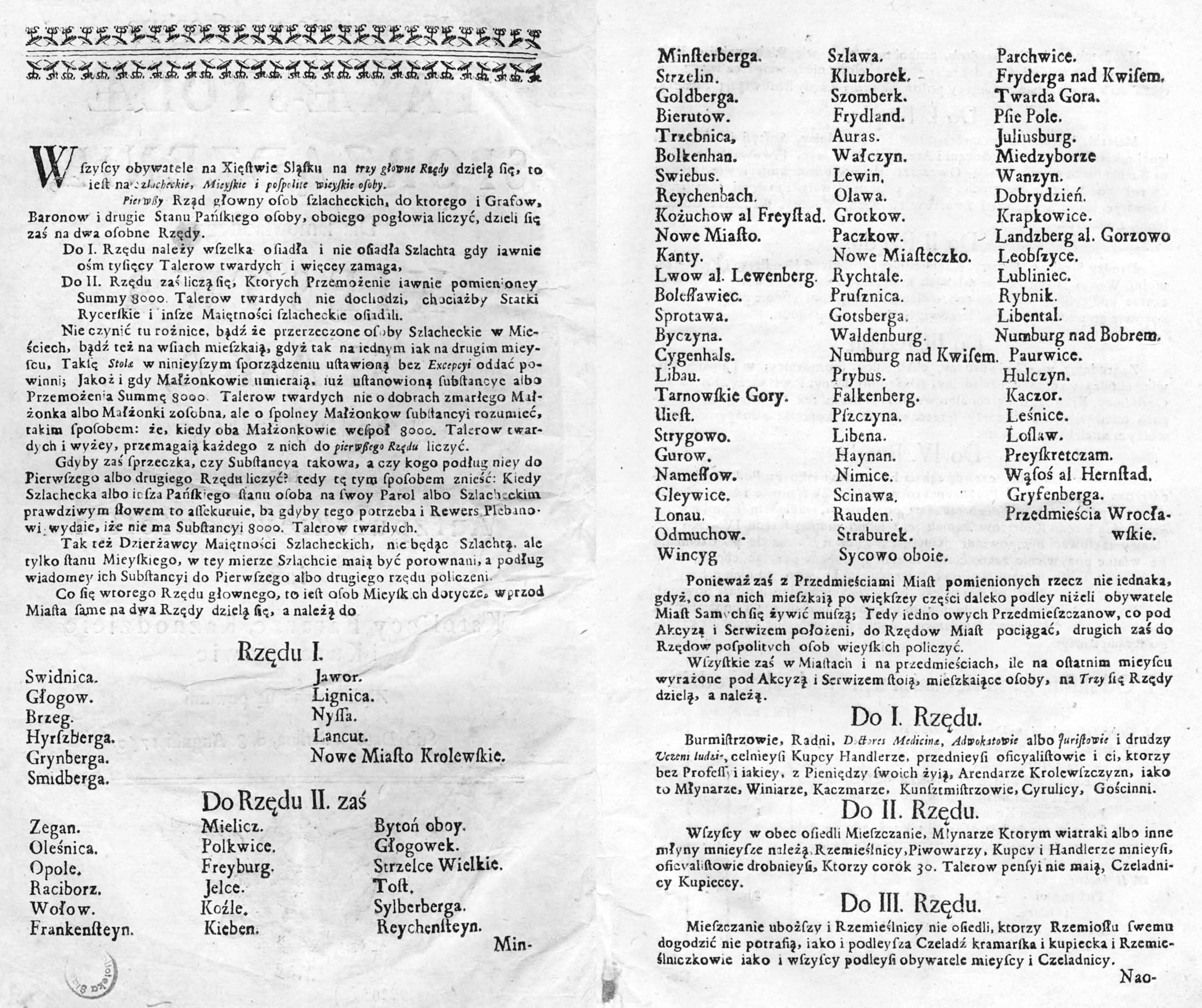
Weil viele (ober-)schlesische Untertanen kein Deutsch konnten, wurde nach der Annexion durch das Königreich Preußen die neue Steuerverordnung Friedrichs II. umgehend ins Polnische übersetzt. Interessant sind die Ortsnamen.

Nach dem Ersten Schlesischen Krieg fiel das Gebiet wie fast ganz Schlesien 1742 an Preußen. Aus dem Kammergut, das um 1810 säkularisiertes Kirchengut erweitert wurde, ging die Herrschaft Ratibor hervor, die 1812 vom Kurprinzen von Hessen-Kassel erworben wurde.
1820 wurde die Herrschaft Ratibor zum Mediatfürstentum erhoben, das Landgraf Viktor Amadeus von Hessen-Rotenburg zusammen mit Corvey als Ersatz für an Frankreich abgetretene Gebiete links des Rheins bekam. Ihm folgte 1834 sein Neffe Victor Herzog von Ratibor aus dem Hause Hohenlohe-Schillingsfürst, der jedoch nicht in Ratibor, sondern im säkularisierten Kloster Rauden residierte. 1840 erhielt er vom König von Preußen den erblichen Titel Herzog von Ratibor.
Als Folge des Zweiten Weltkriegs fiel das Gebiet des ehemaligen Herzogtums Ratibor 1945 an Polen. Es entspricht in etwa dem Powiat Raciborski in der Woiwodschaft Schlesien.

## Herzöge von Ratibor aus der schlesischen Linie der Piasten
- 1173–1211 Mieszko I. († 1211). Da er bei der Teilung 1173 benachteiligt worden war, erhielt er 1177 vom neuen Seniorherzog Kasimir „dem Gerechten“ Beuthen, Auschwitz, Zator, Sewerien und Pleß geschenkt.
- 1211–1229/30 Kasimir I. († 1230), Sohn Mieszkos I.
- 1230–1246 Mieszko II. († 1246), Sohn Kasimirs I.
- 1234–1281 Wladislaus I. († 1281), Sohn Kasimirs I.
  - 1281 Teilung des Herzogtums Ratibor in Teschen-Auschwitz, Beuthen, Oppeln und Ratibor
- 1281–1290 Mieszko III. († 1313/16), Sohn Wladislaws I.
- 1281–1306 Primislaus/Przemko († 1306), Sohn Wladislaws I.
- 1295–1336 Lestko († 1336), Sohn Primislaus. Nach dessen Tod fiel Ratibor als erledigtes Lehen an Böhmen.

## Herzöge von Ratibor aus der přemyslidischen Linie Troppau-Ratibor
- 1337–1365 Nikolaus II. († 1365)
- 1365–1378 Johann I. († 1380/82)
- 1378–1424 Johann II. († 1424)
- 1424–1437 Nikolaus V. († 1452), Sohn Johanns II., gemeinsam mit Wenzel
- 1424–1456 Wenzel († 1456), Sohn Johanns II.
- 1456–1493 Johann III. d. J. († 1493), Sohn Wenzels
- 1493–1506 Nikolaus VI. († 1506), Sohn Johanns III.
- 1493–nach 1506 Johann IV. († nach 1506), Sohn Johanns III.
- 1493–1521 Valentin († 1521), Sohn Johanns III.; mit Herzog Valentin erlosch 1521 die přemyslidische Linie Troppau-Ratibor

## Herzog von Ratibor aus dem Hause Hessen-Rothenburg
- 1821–1834 Viktor Amadeus

## Herzöge von Ratibor aus der Linie Hohenlohe-Schillingsfürst

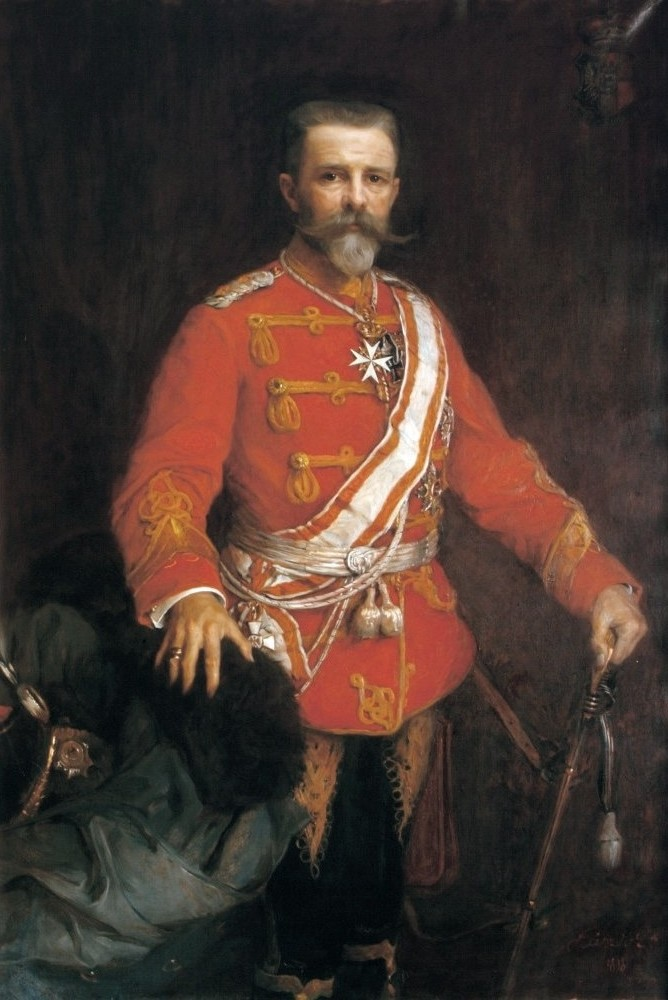
Philip Alexius de László: Herzog Victor II. Amadeus von Ratibor, 1898

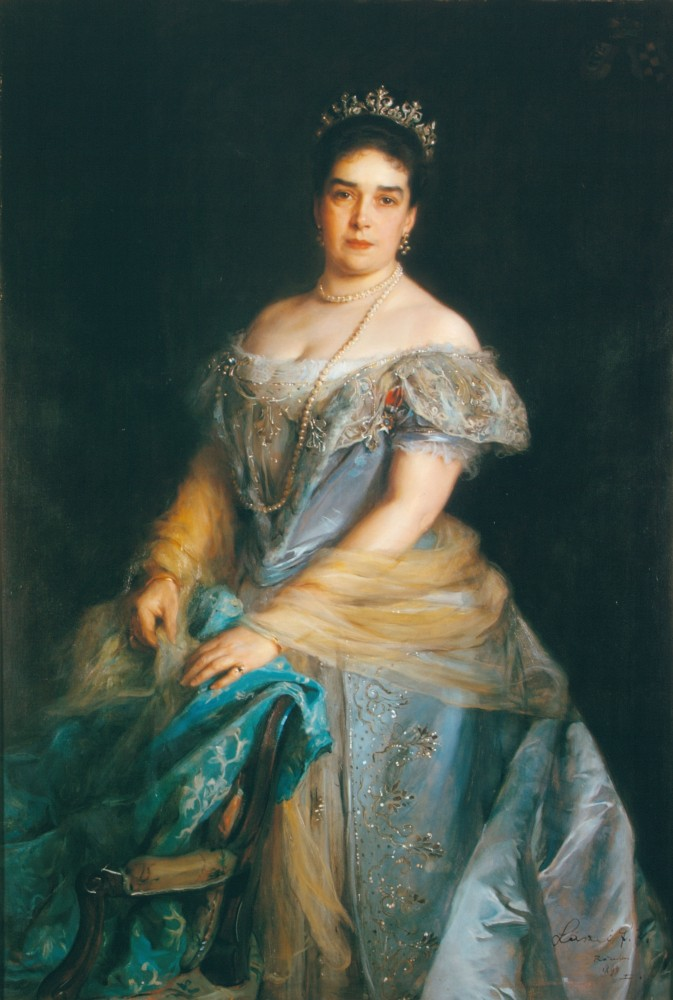
Ders.: Herzogin Marie von Ratibor, geb. Gräfin Breunner-Enkevoirth, 1899

- 1840–1893 Victor I. Herzog von Ratibor zu Hohenlohe-Schillingsfürst, Herzog von Ratibor und Fürst von Corvey (1818–1893), verzichtete auf das Fürstentum Schillingsfürst
- 1893–1919 Victor II. Amadeus von Ratibor, Herzog von Ratibor und Fürst von Corvey (1847–1923)

### Oberhäupter der Familie nach 1918
- 1919–1923 Victor II. Amadeus von Ratibor und Corvey (1847–1923)
- 1923–1945 Viktor III. von Ratibor und Corvey (1879–1945)
- 1945–2009 Franz-Albrecht Metternich-Sandor (1920–2009)
- seit 2009 Viktor IV. von Ratibor und Corvey (* 1964)